# Oidemastis mecista
Oidemastis mecista är en fjärilsart som beskrevs av George Francis Hampson. Oidemastis mecista ingår i släktet Oidemastis och familjen nattflyn. Inga underarter finns listade i Catalogue of Life.